# مرغ حق پیشانی‌سفید
مرغ حق پیشانی‌سفید (نام علمی: Otus sagittatus) نام یک گونه از سرده مرغ حق است.